# Reazione di accoppiamento di Glaser
L'accoppiamento di Glaser  o reazione di Glaser è un processo di accoppiamento  tra due alchini terminali per formare un dialchino. La reazione è condotta in ambiente basico, usando come catalizzatore un sale di rame(I) tipo CuCl o CuBr e un ossidante come l'ossigeno. Il nome deriva da quello del chimico tedesco Carl Glaser che per primo la descrisse nel 1869. È una delle più vecchie reazioni note per l'accoppiamento di alchini.

Schema generico dell'accoppiamento di Glaser

Questo metodo fu usato da Adolf von Baeyer nel 1882 per sintetizzare l'indaco a partire dall'acido cinnamico: